# Burger Kings
«Burger Kings» (укр. «Бургер-королі») — вісімнадцята серія тридцять другого сезону мультсеріалу «Сімпсони», прем'єра якої відбулась 11 квітня 2021 року у США на телеканалі «Fox».

## Сюжет
Коли містер Бернс прокидається, його шеф-кухар приносить йому їжу. Однак, Монті вона несмачна, і він напускає гончих на кухаря. На Спрінґфілдській АЕС Бернс розуміє, що йому потрібна справжня їжа. На щастя, він зустрічає Гомера із ланч-боксом з гамбургерами від «Красті Бургера».
Скуштувавши, Бернс починає їсти гамбургери і потроює свою вагу, що турбує Смізерса. Через кілька хвилин у Монті трапляється серцевий напад. Його доставляють до лікарні, де лікар забороняє йому їсти гамбургери, оскільки це може його вбити. Водночас, Смізерс показує Бернсу, що усі раділи новинам про те, що він ледь не помер. Він розуміє, що ніхто не буде оплакувати його смерть. Коли професор Фрінк приводить робота, який готує гамбургери з екзотичних рослин замість м'яса, Бернсу в голову приходить ідея використовувати його, щоб люди жили довше і любили його.
На станції містер Бернс і Смізерс готують модель ресторану, «X-Cell-Ent Burger» (укр. «Чудовий бергер»). Бернс витягає номер першої людини, яка спробує гамбургер,  це Ліса Сімпсон. Відкусивши, Ліса вигукує, що у нього чудовий смак, а потім уся родина Сімпсонів обіймає Монті. Бернс відчуває похвалу, чого він жадав з дитинства.
Потім Бернс наймає Гомера прес-секретарем і каже зняти рекламу мережі. Згодом мережа отримує щасливі відгуки відвідувачів
Тим часом Мардж намагається купити нові штани для Гомера через Amazon Alexa, але випадково купує тисячу акцій «Чудового бургера». Заробивши 700 доларів, перш ніж ціна починає коливатися, Мардж входить в азарт.
У новинах Кент Брокман оголошує про крах «Красті Бургера» після відкриття нової мережі. Барт каже вжити заходів з порятунку клоуна, але його намагається зупинити Ліса його, яка відмовляється вірити, що наміри Бернса — недобрі.
Діти прибувають на рослинний завод Бернса, де вони бачать, чим насправді займається Бернс: для свої бургерів він знищує рідкісні види рослин із тропічних лісів Амазонки. Однак, Лісу відмовляються слухати, як містер Бернс, так і Мардж (яка розуміє, що втратить гроші від акцій) і навіть Гомер, тому що Бернс — його бос. Однк, вночі Гомеру сниться жахіття, і він передумує.
Під час розгортання мережі на національний рівень, Бернс і Смізерс нагадують Гомерові список слів, які він може використовувати. Гомеру та Лісі вдається використати їх проти Бернса, що викликає обурення у людей. Зрештою, Красті повертає свою славу, а Мардж продає акції і повертає гроші, які вона ледь не втратила.
Повертаючись назад зі Смітерсом, Бернс зрештою щасливий і втомлений від скоєння гарного вчинку.

## Виробництво
Сцена на дивані створена сестрами Катрін фон Нідерхойзерн та Жанін Вігет зі Швеції.

## Цікаві факти та культурні відсилання
- Назва серії і відношення до фаст-фуду — відсилання до американської мережі ресторанів швидкого харчування «Burger King»[2].
- Містер Бернс каже, що «ніхто не живе вічно, окрім Діка Чейні»[2].
- Демогоргон переслідує, а потім з'їдає дітей, які катаються на велосипедах. Це відсилання до серіала «Дивні дива»[2].
  - Під час цієї сцени грає музична тема серіалу.
- Чоловік, який вбиває рослини, — Антон Чігур, персонаж із фільму 2007 року «No Country for Old Men» (англ. «Старим тут не місце»)[2].
- Наприкінці сну Гомера наприкінці серії грає «Симфонія № 5» Бетховена[3].

## Ставлення критиків і глядачів
Під час прем'єри серію переглянули 1,24 млн осіб з рейтингом 0.4, що зробило її другим найпопулярнішим шоу на каналі «Fox» тієї ночі, після «Сім'янина».
Тоні Сокол з «Den of Geek» дав серії п'ять з п'яти зірок, сказавши, що серію «переповнено ґеґами, жартами, сарказмом і смішними репліками у смішних репліках».
Джессі Берета із сайту «Bubbleblabber» оцінив серію на 7,5/10, сказавши:
|  | Чесно кажучи, це був яскравий приклад того, чим стало шоу за третє десятиліття. Не впадаючи в самовдоволення, серіалу вдається зберегти свій унікальний бренд оповіді та гумору. Шоу завжди працює найкраще, коли в ньому беруть участь релевантні низькорослі фрукти… Жодних запрошених [зіркових] гостей. Жодних диких неземних пригод. Жодних спогадів. Це була така чиста серія, якими вони є, і вона не покладалася на буріння домашніх сердечних сімейних тем чи опору на ностальгічні нагадування. Це був епізод, який нагадує нам, наскільки чудові «Сімпсони» та наскільки це шоу здатне створювати контент найвищого рівня. Шкода, що ми отримуємо лише одну-дві подібних серії за сезон. |

Згідно з голосуванням на сайті The NoHomers Club більшість фанатів оцінили серію на 1/5 і 2/5 із середньою оцінкою 2,33/5.